# Бурџ ел Алам
Бурџ ел Алам (арап. برج العالم) је пословно-угоститељски облакодер у изградњи. Налазиће се у пословној четврти Дубаија, у Уједињеним Арапским Емиратима. Замишљено је да представља једну од 230 зграда које чине Пословни залив. Радови су отпочели 2006. а завршетак облакодера је био планиран за 2010. годину. Међутим, глобална економска криза из 2008. године утицала је на успоравање и потом, потпуно обустављање радова на овој импресивној грађевини. 2009. године обустављено је финансирање пројекта и након тога бише нису виђене активности на градилишту. Затворена је и званична веб страница зграде. Да је завршен на време, Бурџ ел Алам би са својих 510 m висине био у то време највиша грађевина на свету.
Сам екстеријер зграде треба да наликује кристалном цвету. Фасада је замишљена у стилу постмодерне, направљене од челика и стакла.
Зграда ће, уколико једног дана ипак буде завршена, имати 108 спратова. За пословни простор предвиђена су 74 нивоа док ће на 23 спрата бити хотели. Остали нивои предвиђени су за апартмане, турска купатила, базене, теретане, сауне, ресторане и кафиће.